# Brutalismus

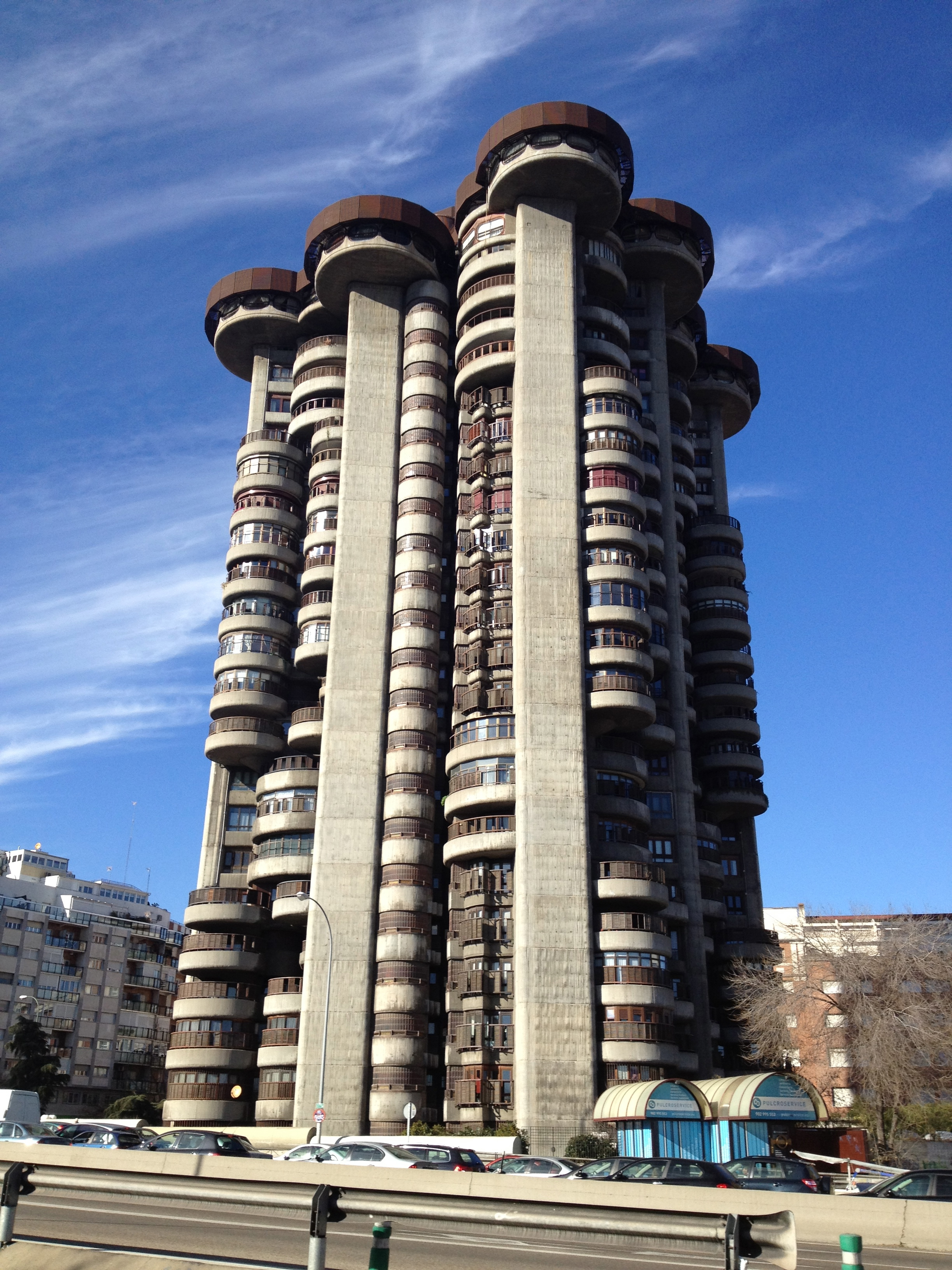
Die von Francisco Javier Sáenz de Oiza entworfenen und 1961 gebauten Torres Blancas in Madrid nutzen Sichtbeton als Gestaltungsmittel

Der Brutalismus (zugehöriges Eigenschaftswort brutalistisch) ist ein Baustil der Moderne, der ab 1950 Verbreitung fand. Die Bezeichnung hat verschiedene Ursprünge, wie darunter den französischen Begriff béton brut („roher Beton“, Sichtbeton), mit dem der Architekt Le Corbusier den sichtbar belassenen Beton an der Unité d’Habitation in Marseille beschrieb. Der von Reyner Banham geprägte Begriff New Brutalism (Neuer Brutalismus) dagegen stand ursprünglich für eine Architektur, die den idealisierten Anspruch besaß, authentisch bei Material und Konstruktion und ethisch bei den sozialen Aspekten der Architektur zu sein.
Heute wird der Begriff weniger eng definiert und steht für die dominierende Architektur zwischen etwa 1960 und dem Anfang der 1980er-Jahre. Er wird nunmehr überwiegend negativ rezipiert. Der Brutalismus ist geprägt von der Verwendung von Sichtbeton, der Betonung der Konstruktion, simplen geometrischen Formen und meist sehr grober Ausarbeitung und Gliederung der Gebäude.

## Entstehung des Begriffs

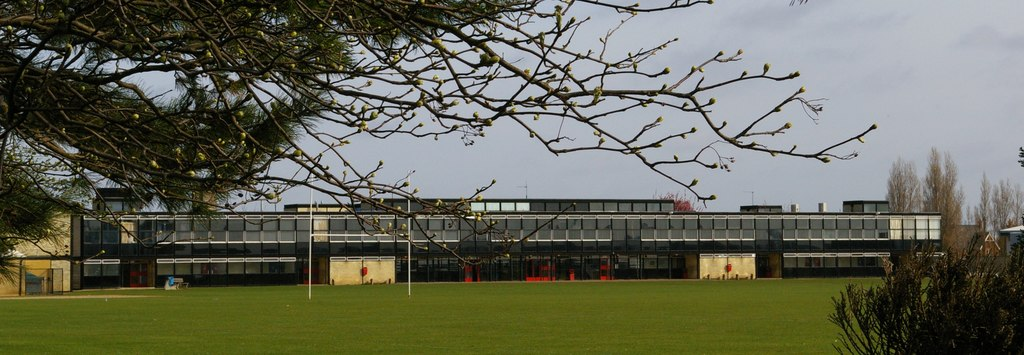
Secondary Modern School, Hunstanton (England) – Schlüsselbau des New Brutalism (1954 fertiggestellt, Alison und Peter Smithson)

### Verankerung im Diskurs durch Reyner Banham
Der Architekturhistoriker Reyner Banham „verankerte“ den Begriff Brutalismus 1955 durch seinen Essay „The New Brutalism“ in der Zeitschrift Architectural Review in der Architekturdebatte, Alison und Peter Smithson verwendeten ihn jedoch bereits 1953, um ihr Projekt „House in Soho“ zu beschreiben. Anthony Vidler schreibt, dass sogar schon 1950 in einer englischsprachigen Zusammenfassung einer Sonderausgabe der schwedischen Zeitschrift Byggmästaren über den Architekten Gunnar Asplund das Wort „Neo-Brutalist“ auftaucht, und führt es auf Asplunds Sohn Hans zurück. Er habe den Begriff im Scherz verwendet, um die Villa Göth von Bengt Edman und Lennart Holm zu beschreiben, und habe das im Gespräch mit den britischen Architekten Michael Ventris, Oliver Cox, and Grahame Shankland erwähnt. Diese hätten den Begriff nach Großbritannien gebracht, wo er sich wie ein Lauffeuer verbreitet habe. Banham wies diese schwedische Prägung zurück, da sich Hans Asplund rein auf den Stil des Gebäudes bezogen habe und es sich um eine Bezeichnung wie etwa Neoklassizismus handele, Brutalismus jedoch in seinem Charakter ethisch und nicht ästhetisch sei.

### Wortherkunft
Banham schreibt in „The New Brutalism“, der Begriff „New Brutalism“ leite sich unter anderem vom Begriff des „New Empiricism“ ab, der in der Architekturzeitschrift Architectural Review nach dem Zweiten Weltkrieg zirkulierte. Dieser beschreibe Tendenzen in der skandinavischen Architektur, die mit dem International Style brächen. Das Wort „new“, also neu, eröffne dabei eine historische Perspektive, das heißt, ein Kunsthistoriker könne den alten Empirismus („Empiricism“) identifizieren, und ihn von einem „neuen“ mittels Vergleich abgrenzen. Aus dieser Bezeichnung sei dann im theoretischen Diskurs ein generisches Muster eines „New X-ism“ hervorgegangen, wo bei X für ein beliebiges Adjektiv stünde. New Brutalism sei dann diesem Muster folgend zunächst als Polemik geprägt worden, eine Diffamierung des modernistischen Architektur-Repertoires von Seiten des kommunistischen Lagers, als moralisch verwerfliche Abweichung vom „New Humanism“ der Marxisten. Banham beschreibt den „New Humanism“ als Architektur der pittoresken Details, der Bögen und Ziegelwände, der kleinen Fenster und Giebeldächer, die in der marxistischen Ideologie ein idealisiertes Abbild der Architektur des 19. Jahrhunderts darstelle, der goldenen Zeit des Marxismus.
Banham schreibt weiter, Alison und Peter Smithson hätten dann jedoch den ursprünglich polemischen Begriff für sich vereinnahmt, im Bezug auf die Architektur Le Corbusiers und dessen, was er „le béton brut“ nannte, sowie in Kenntnis des folgenden Zitats aus seinem Manifest Vers une architecture von 1923: „L'architecture, c'est avec des matières bruts, établir des rapports émouvants“ (Etwa: „Architektur, das ist, mittels roher Materialien bewegende [oder: emotionale] Bezüge aufzubauen“). Außerdem verweist Banham darauf, auch die „art brut“ von Jean Dubuffet sei ihnen geläufig gewesen. So habe sich die Bedeutung des Begriffs „New Brutalism“ verschoben.
Laut Anthony Vidler habe Peter Smithson den Begriff New Brutalism allerdings von seinem Freund, dem Künstler Eduardo Paolozzi, übernommen, der ihn von der „art brut“ ableitete. Georges Candilis habe sich, seinerseits laut Vidler wahrscheinlich Sigfried Giedion zitierend, wiederum anders geäußert; er denke, der Begriff sei eine Kombination der Vornamen der Smithsons. Brutalismus sei der Slogan des Team Ten gewesen. Candilis erinnere sich daran, geschrieben zu haben, „You have to be direct and brute“ (Etwa, „man muss direkt und brachial sein“) und der Begriff sei im Sinne von Direktheit, Ehrlichkeit und Kompromisslosigkeit gemeint. Sie hätten damals gesagt: „Smithson=Brutus (Peters Spitzname) + Alison“.

### Definition
Banham und die Smithsons verwendeten den Begriff Brutalismus nicht deckungsgleich, Banham ordnete ihn architekturhistorisch ein, während die Smithsons als praktizierende Architekten ihn auch verwendeten, um ihre eigenen Arbeiten zu beschreiben. Banham schreibt 1955: „Der Neue Brutalismus wurde als Mischung aus Slogan und Knüppel ins Gesicht der Öffentlichkeit geschleudert und hörte auf, ein Etikett zu sein, das eine gemeinsame Tendenz in der modernen Architektur beschrieb, und wurde stattdessen zu einem Programm, einem Banner, während er eine gewisse - eher eingeschränkte - Bedeutung als beschreibendes Etikett behielt.“ Vidler bemerkt, dass Banham vor seinem Essay „The New Brutalism“ 1954 von einer „Haltung gewisser jüngerer englischer Architekten und Künstler, halb-satirisch als ‚New Brutalism‘ bekannt“ sprach; sie sei eine „Reaktion auf die Tendenz zur Über-Verfeinerung und den trockenen akademisch-abstrakten Geometrien, die sich im International Style verbargen.“ Erst später habe er damit konkrete gebaute Beispiele in Verbindung gebracht.
Alison und Peter Smithson schreiben über den Brutalismus, er sei ein „Versuch ein objektives Verhältnis zur Realität zu finden – zu den kulturellen Zielen der Gesellschaft, ihren Drängen, ihren Methoden und so weiter. Brutalismus versucht einer in Serie gefertigten Gesellschaft gerecht zu werden und eine derbe Poesie aus den widersprüchlichen und mächtigen Kräften, die am Werk sind, hervorzubringen.“ Er drücke sich in einer „kompakten, disziplinierten Architektur“ aus, die im Gegensatz zu einer „ungenauen Planung“ und „Aufgabe der Form“ stehe.

### Formale Einordnung
Banham schreibt 1955, dass der New Brutalism sowohl unter die Kategorie eines kunstgeschichtlichen Labels falle, das von Beobachtern und Kritikern verwendet werde, um Arbeiten zu bezeichnen, die scheinbar konsistente Prinzipien in sich trügen, wie etwa der Kubismus, als auch ein Kampfbegriff einer Gruppe von Künstlern und Architekten sei, die diesen verwendeten, unabhängig davon, wie ähnlich oder unähnlich ihre Werke tatsächlich seien, wie etwa der Futurismus. Vidler schreibt, der Begriff „New Brutalism“, zunächst mit dem Anklang eines fiktiven Stils, sei von Banham erst nachträglich mit einem formalen Kanon in Verbindung gebracht worden, als er die Hunstanton Secondary School der Smithsons als konstituierendes Werk deklarierte.

## Verbreitung

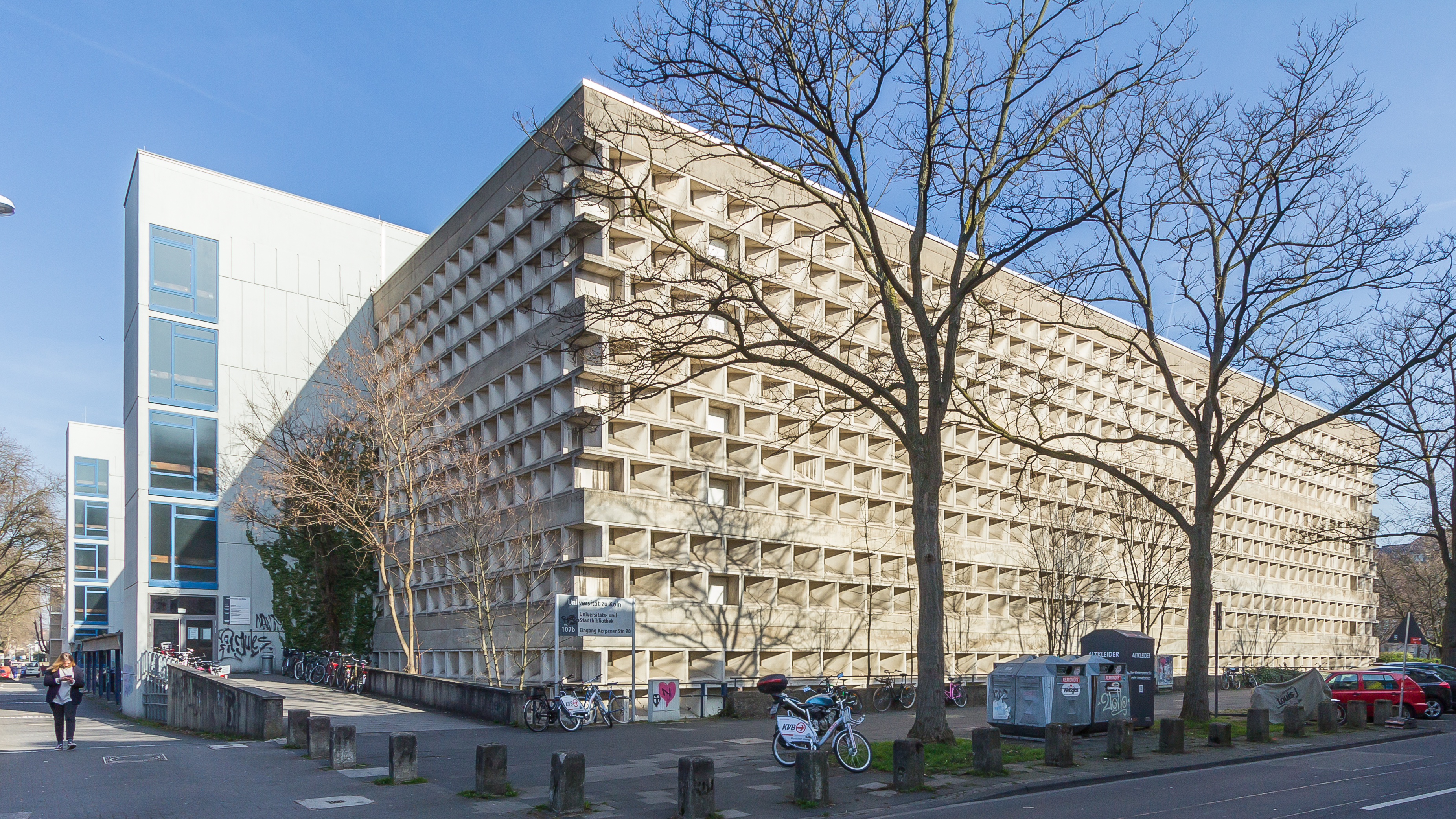
Universitäts- und Stadtbibliothek Köln (1964–68)

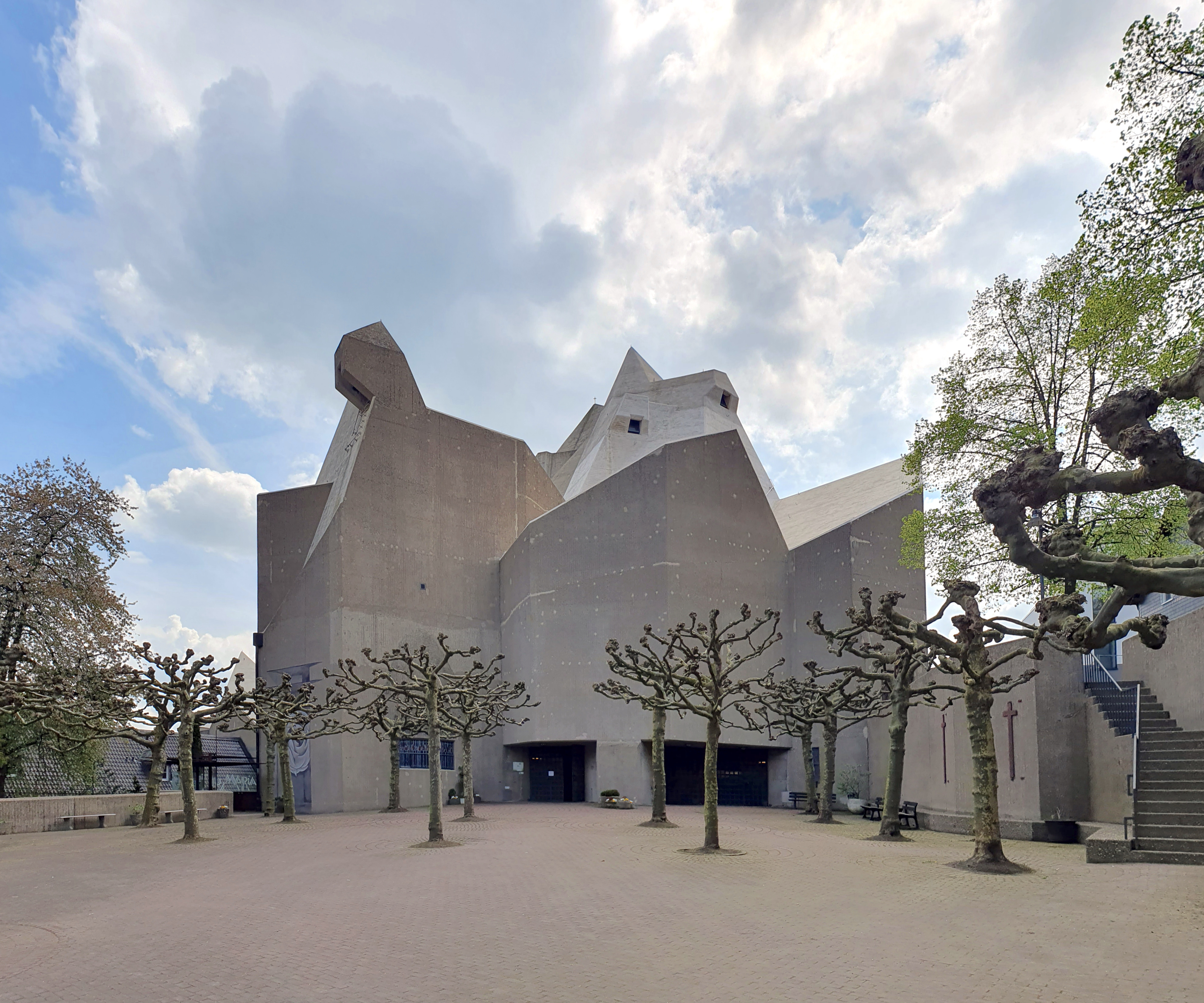
Nevigeser Wallfahrtsdom in Velbert

Der Brutalismus war in spezifischer Art sowohl mit der ökonomischen und materiellen, insbesondere aber auch mit der mentalen und psychologischen Situation der Nachkriegszeit verbunden. Dadurch wurde er einerseits zu einem internationalen Phänomen, das aber andererseits auf den jeweilig lokalen Bedingungen basierte.
Trotz der Betonung des Betons erlaubt dieser Stil auch andere Materialien wie Metall, Ziegel oder Stein.
Der Brutalismus verbreitete sich in den 1960er-Jahren auf allen Kontinenten und blieb präsent bis in die 1980er-Jahre.

## Abkehr vom Stil
Bereits in den Siebzigern formierte sich Widerstand gegen den brutalistischen Umbau des Stadtbildes. So verhinderten große Proteste 1974 den Abriss des „obsoleten“ Londoner Covent Garden. Auch der damalige britische Thronfolger Charles monierte öffentlich die „Hässlichkeit des Modernismus“, sehr zum Unmut der verantwortlichen Architekten. Die patzige Reaktion des Präsidenten des Royal Institute of British Architects Owen Luder „Sod you!“ (etwa „Heul doch!“) brachte dem Stil auch den Spottnamen sod you architecture ein.
In den 1990er-Jahren geriet der Baustil in Verruf, die Architekten und Stadtplaner verfolgten nun eine Art Wiedergeburt der bürgerlichen Stadt, der Brutalismus galt ihnen als „ästhetischer Vandalismus“. Dieser Eindruck wurde auch dadurch verstärkt, dass die entsprechenden Bauwerke wenig gepflegt erschienen und der Beton stärker als gedacht für Schmutz, Algenbewuchs oder Zerfall anfällig war.

## Denkmalschutz und Erhaltung
Erst Anfang des 21. Jahrhunderts begann eine Phase der Wiederentdeckung des Brutalismus, insbesondere angesichts von Abrissen oder entstellenden Umbauten. Architekten und Kulturkritiker erkennen zunehmend den historischen und künstlerischen Wert dieser Bauweise. Viele Gebäude wurden zudem fälschlicherweise als brutalistisch bezeichnet, obwohl sie nicht nach den Grundprinzipien dieses Stils erbaut wurden. Die Begrifflichkeit wird häufig abwertend für uneinsortierbare Bauten verwendet.

„[…] Angesichts der vielen, beim Klopfen hohl klingenden, Granitfassaden der gierigen Postmoderne erscheint er nun als zwar raues aber eben ,ehrliches Gegenbild’, als die gebaute Erinnerung an den ausgleichenden sozialdemokratischen Wohlfahrtsstaat, in dem sozialer Egoismus als degoutant gilt.“

Der Sanierung von Beton ist zu einer allgemeinen Herausforderung in der Denkmalpflege geworden. Insbesondere technische Kulturdenkmäler sollen erhalten bleiben, meist aufgrund ihrer Ingenieurleistung. Eine Sanierung beinhaltet Materialabtrag, Korrosionsschutz, Fugensanierung (mittels Injektionen), Reprofilierung mit neuem Beton und einem Schutzanstrich. Allerdings geht mit der Nachbehandlung ein Substanzverlust einher, was die originalgetreue Wiederherstellung erschwert.

## Beispiele aus verschiedenen Ländern und Kontinenten
Siedlungen und Baukomplexe

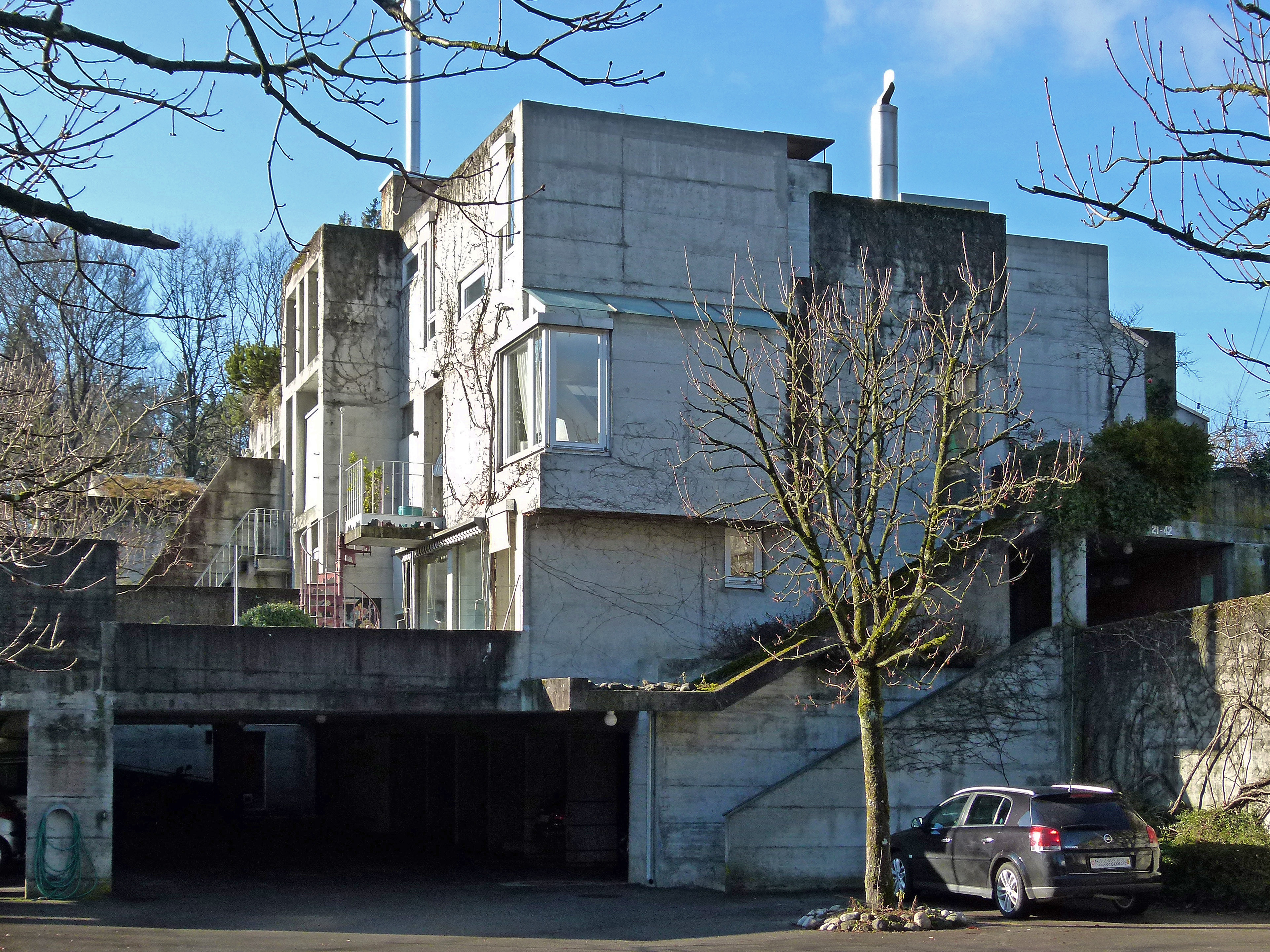
Typisches Gebäude der Siedlung Thalmatt

Nicht nur einzelne Bauwerke gehören zum Brutalismus, auch ganze Siedlungen oder Bildungskomplexe entstanden unter dem Einfluss dieser Stilrichtung.
Zu nennen sind hier:
- zahlreiche Bauwerke der Plattenbausiedlung am Ernst-Thälmann-Park in Berlin-Prenzlauer Berg, in den 1980er-Jahren fertiggestellt und inzwischen denkmalgeschützt
- die Siedlung Bijlmermeer bei Amsterdam, Architekt Siegfried Nassuth, 1968
- Teile der Berliner Gropiusstadt
- einige Wohnviertel in den Vororten von Paris
- die Siedlung Thalmatt und Siedlung Halen von Atelier 5 in der Ortschaft Herrenschwanden, Schweiz
- der Campus der Ruhr-Universität Bochum
- das Marburger Bausystem der Universitätsgebäude auf den Lahnbergen in Marburg.
- Kaufhaus Kotva, Prag

Eine ländliche Region mit relativ hoher Dichte an brutalistischen Bauten ist das Burgenland. Das erst 1920 entstandene und agrarisch geprägte Bundesland versuchte sich in den 1970er-Jahren zu modernisieren und an Identität zu gewinnen. Es entstanden zahlreiche Schulen, Kulturzentren und andere Bauten (auch Kirchen) im Sichtbetonstil. Der geplante Abriss des Kulturzentrums Mattersburg löste nach 2014 eine Debatte aus, die ein breiteres Bewusstsein für die architektonische Hinterlassenschaft dieser Ära bewirkte und im konkreten Fall zumindest zur Unterschutzstellung eines Traktes führte.

Bilder (Auswahl)
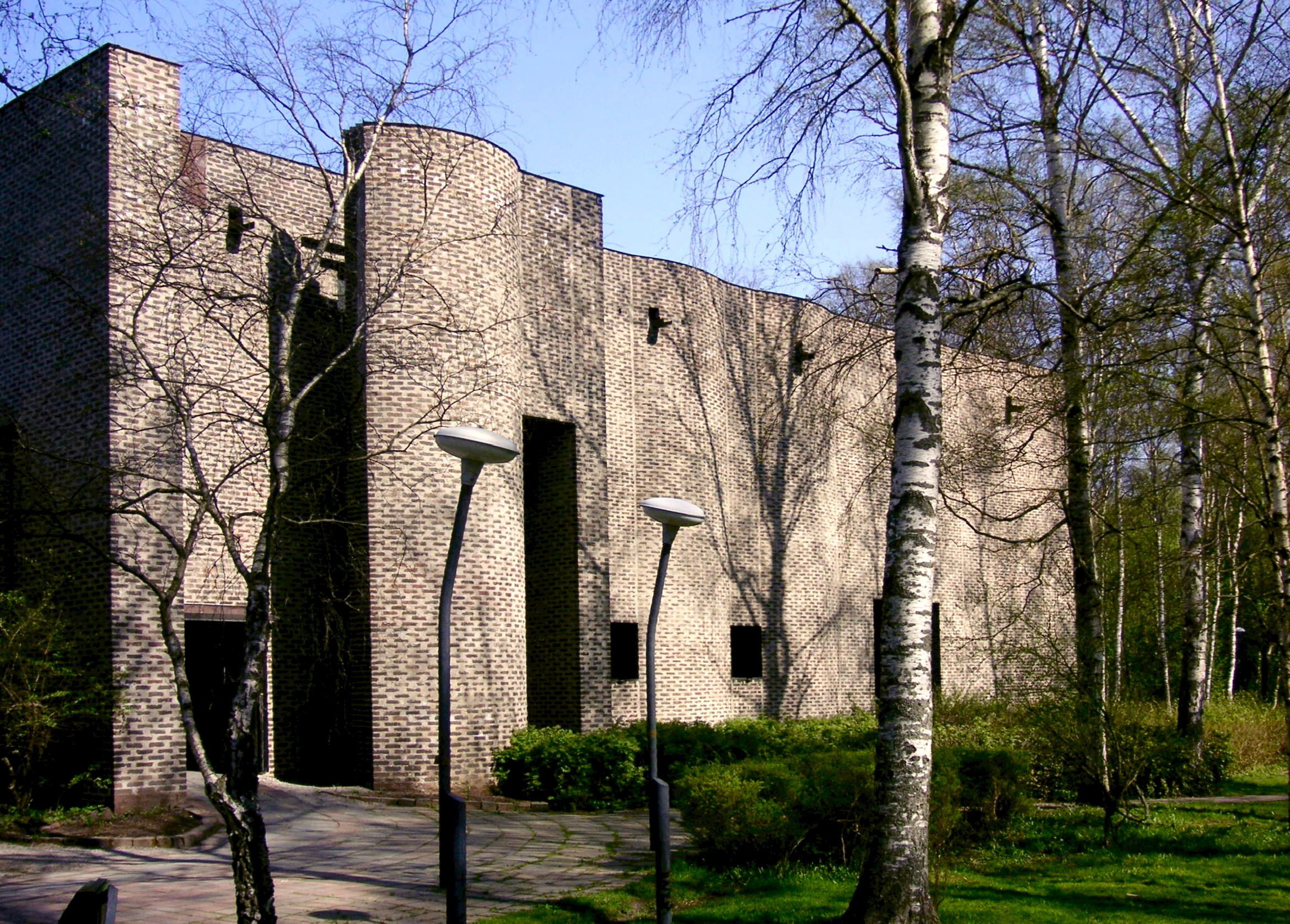
Eingangsseite der Markuskyrkan in Stockholm (Sigurd Lewerentz, 1958–63)
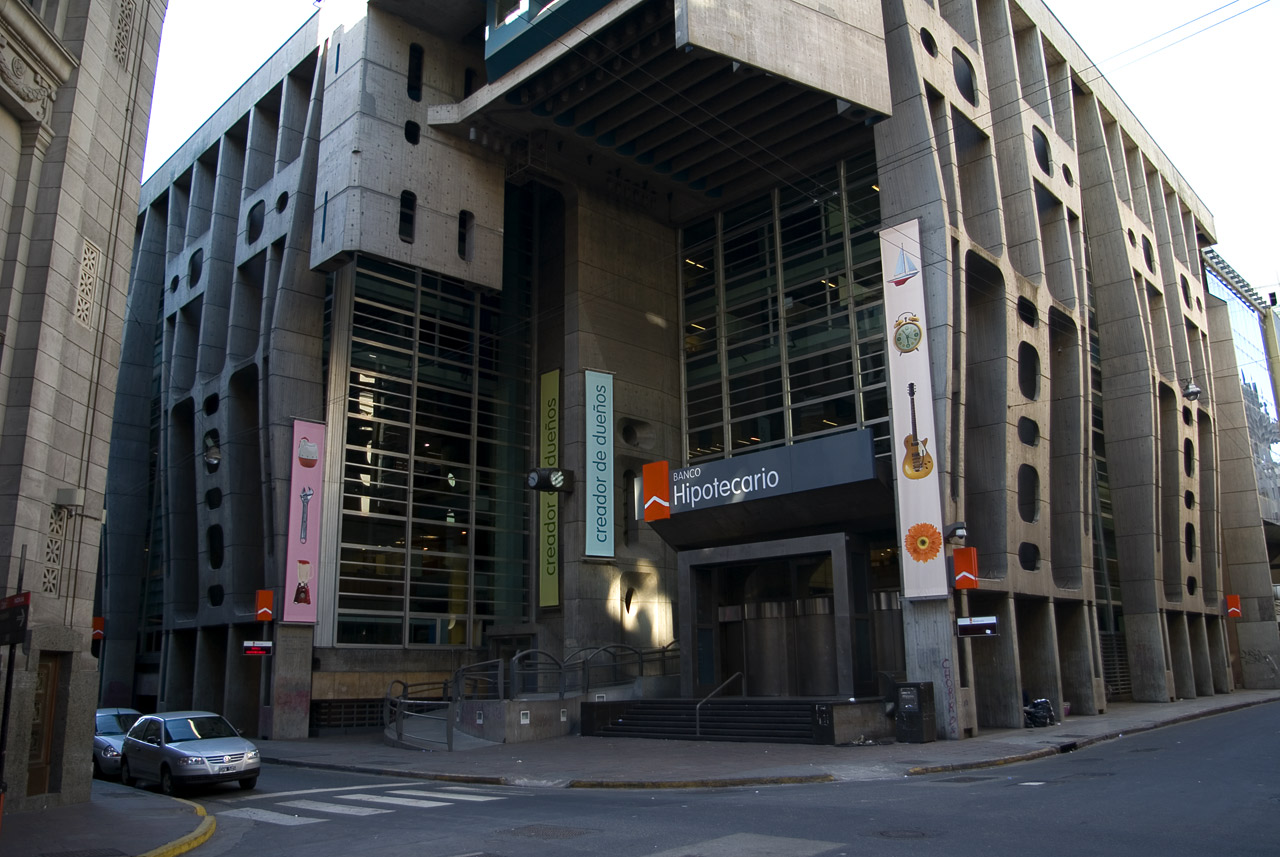
Bank of London & South America in Buenos Aires (Clorindo Testa, 1959)
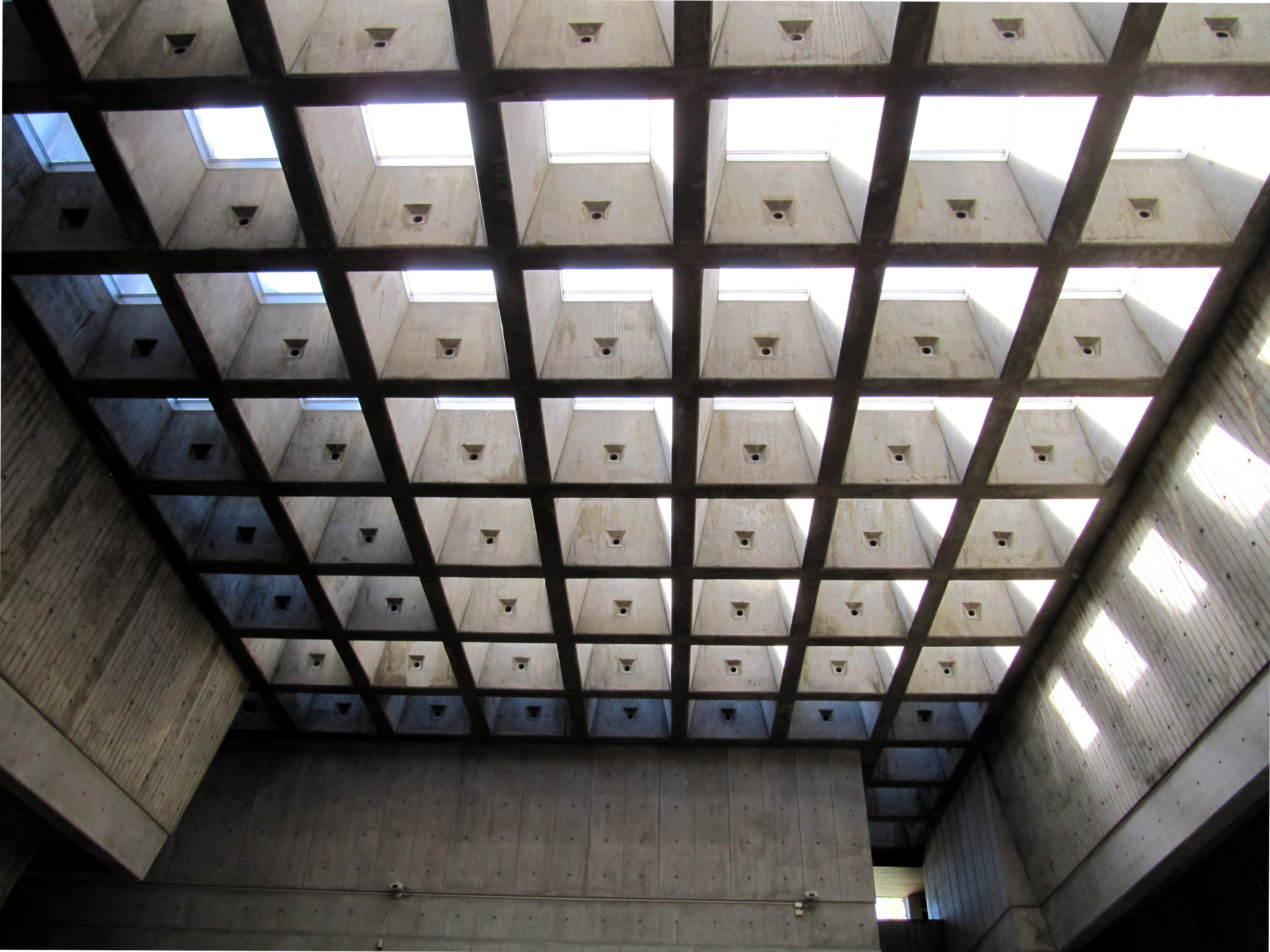
Scarborough College der University of Toronto, Kanada (John Andrews, 1963–69)
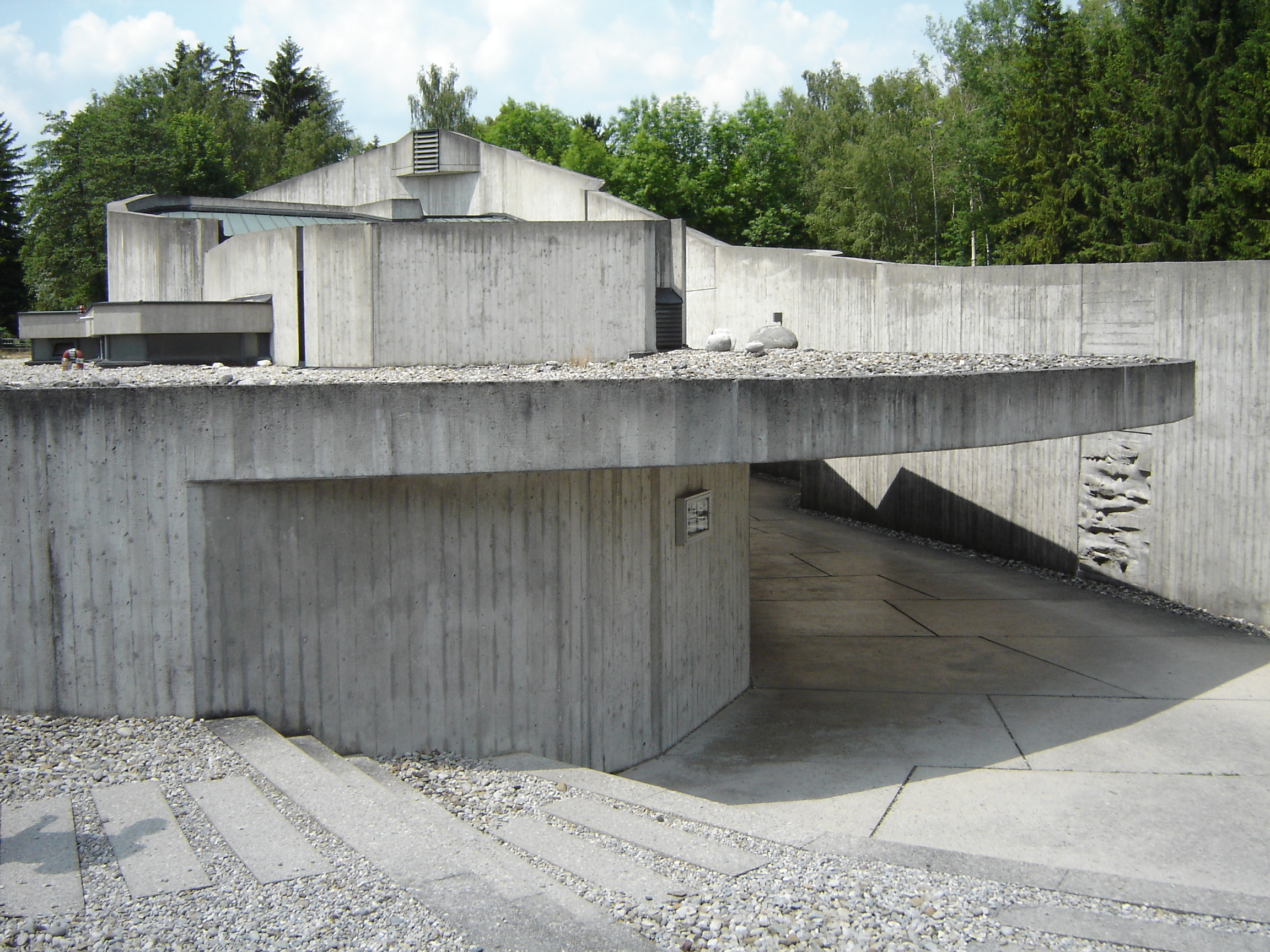
Versöhnungskirche in Dachau (Helmut Striffler, 1965–67)
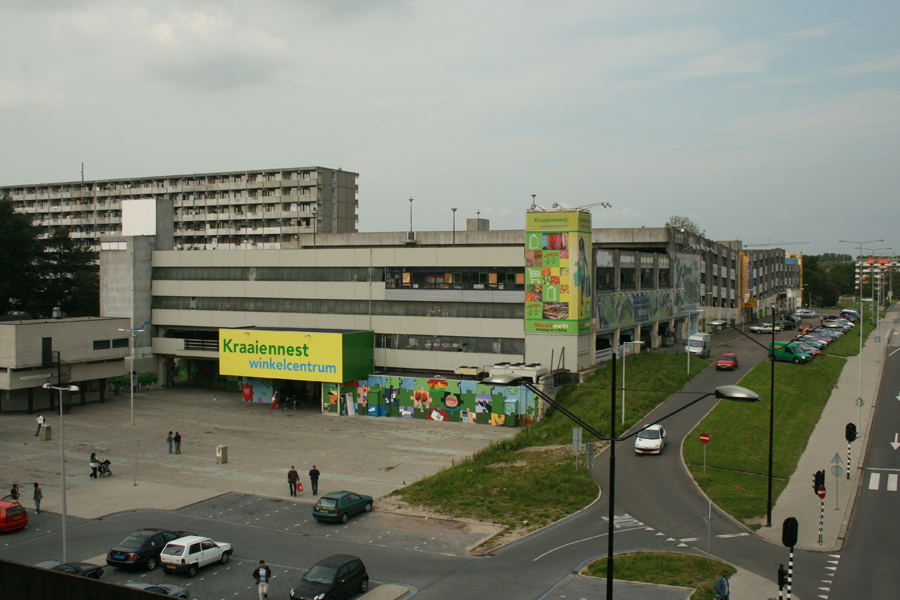
Ehem. Einkaufszentrum Kraaiennest (Winkelcentrum) in Bijlmermeer (Amsterdam-Zuidoost), abgerissen 2013
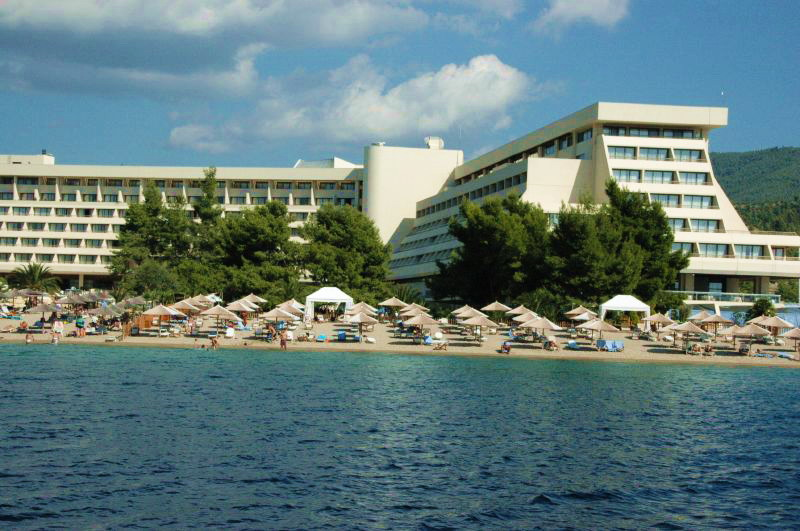
Hotel Meliton der Anlage Porto Carras in Chalkidiki (Walter Gropius, postum 1973)
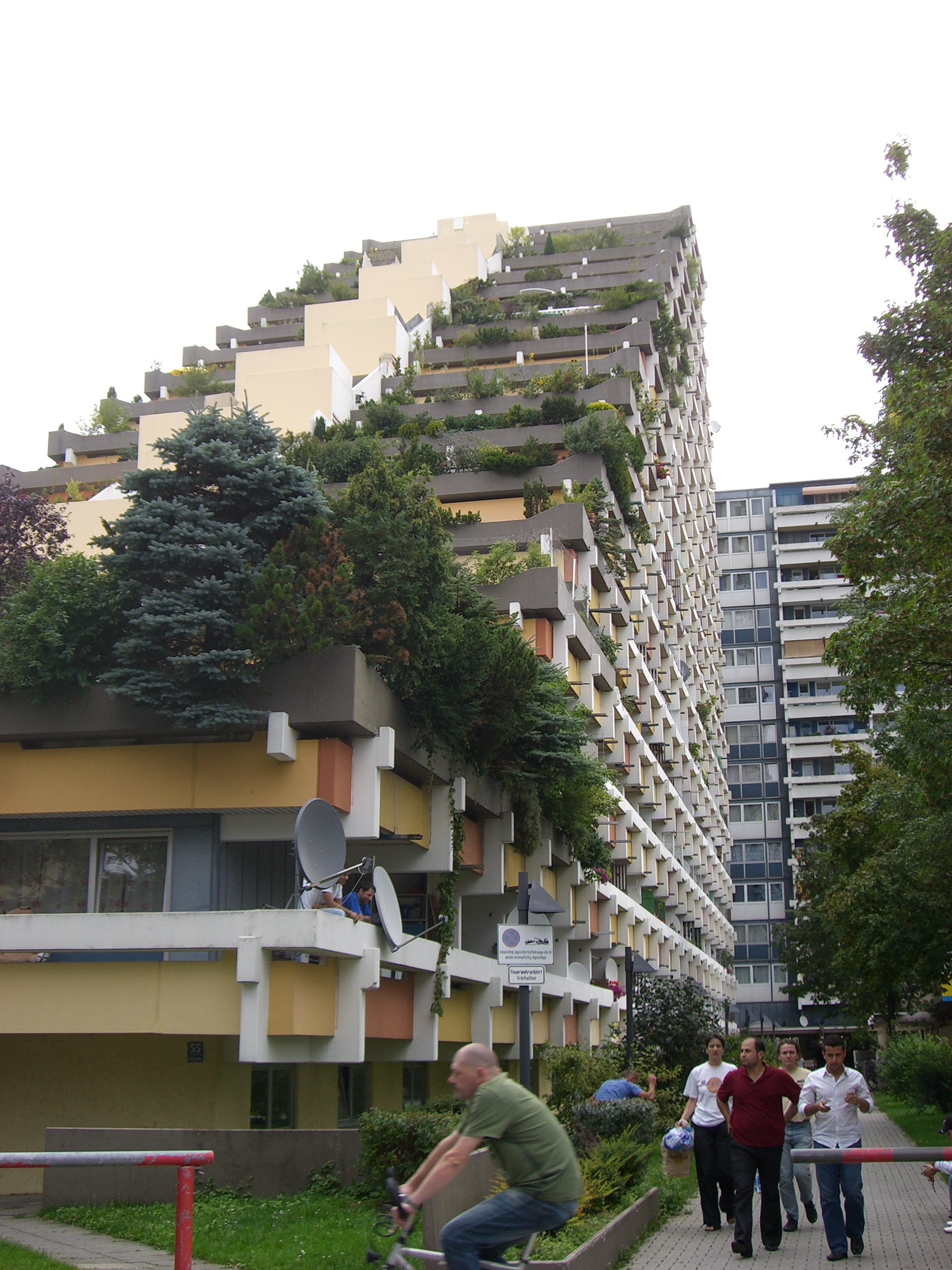
Pharao-Haus in München (Karl Helmut Bayer, 1974)
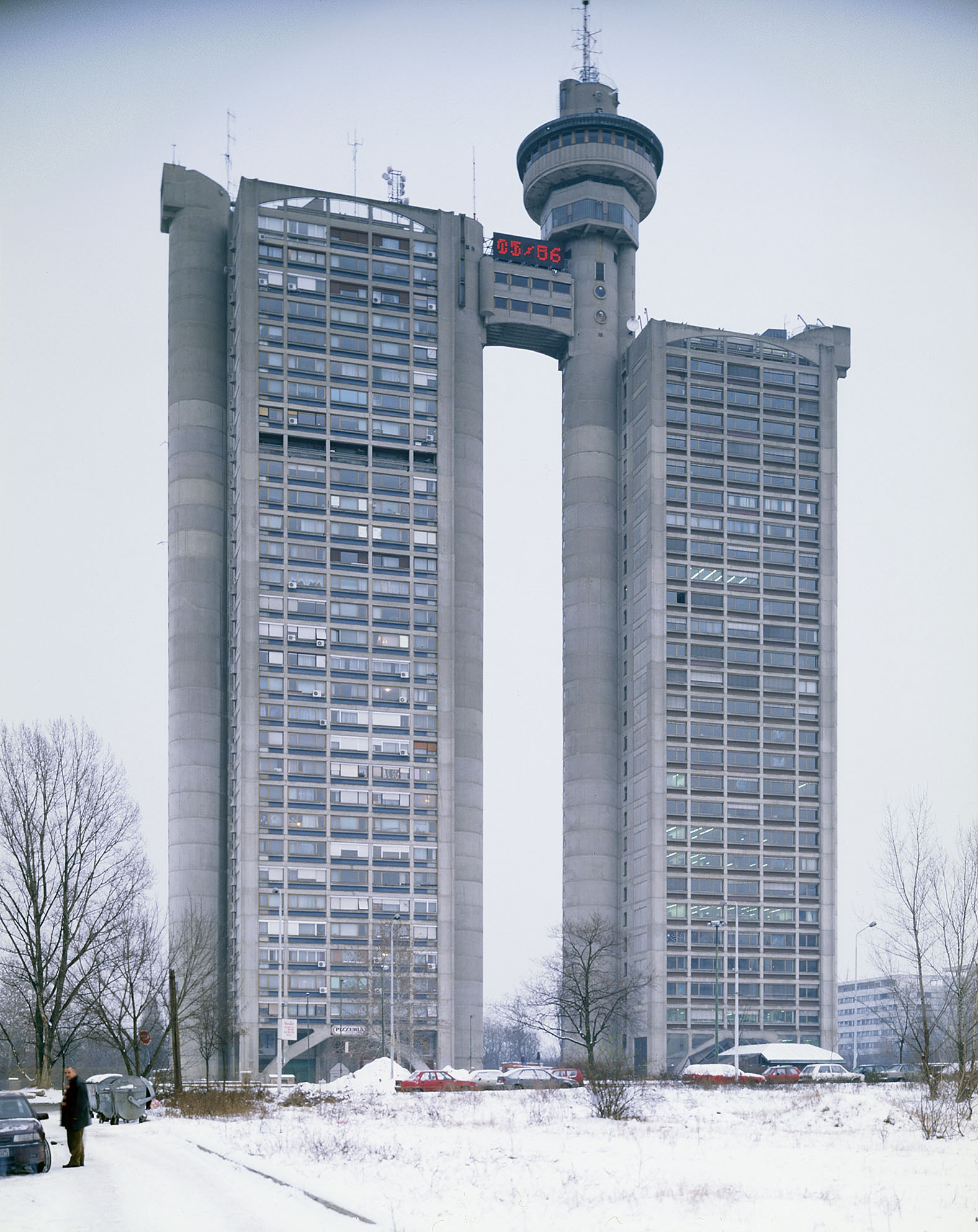
Genex-Turm in Belgrad (Mihajlo Mitrović, 1980)
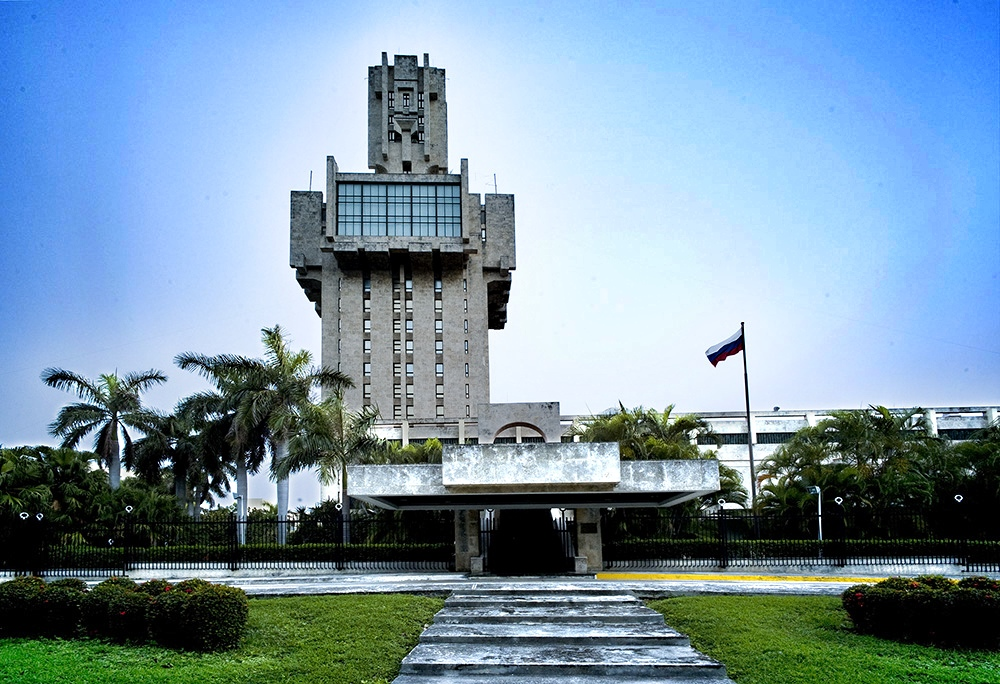
Russische Botschaft in Havanna (Alexander Rotschegow, 1985)
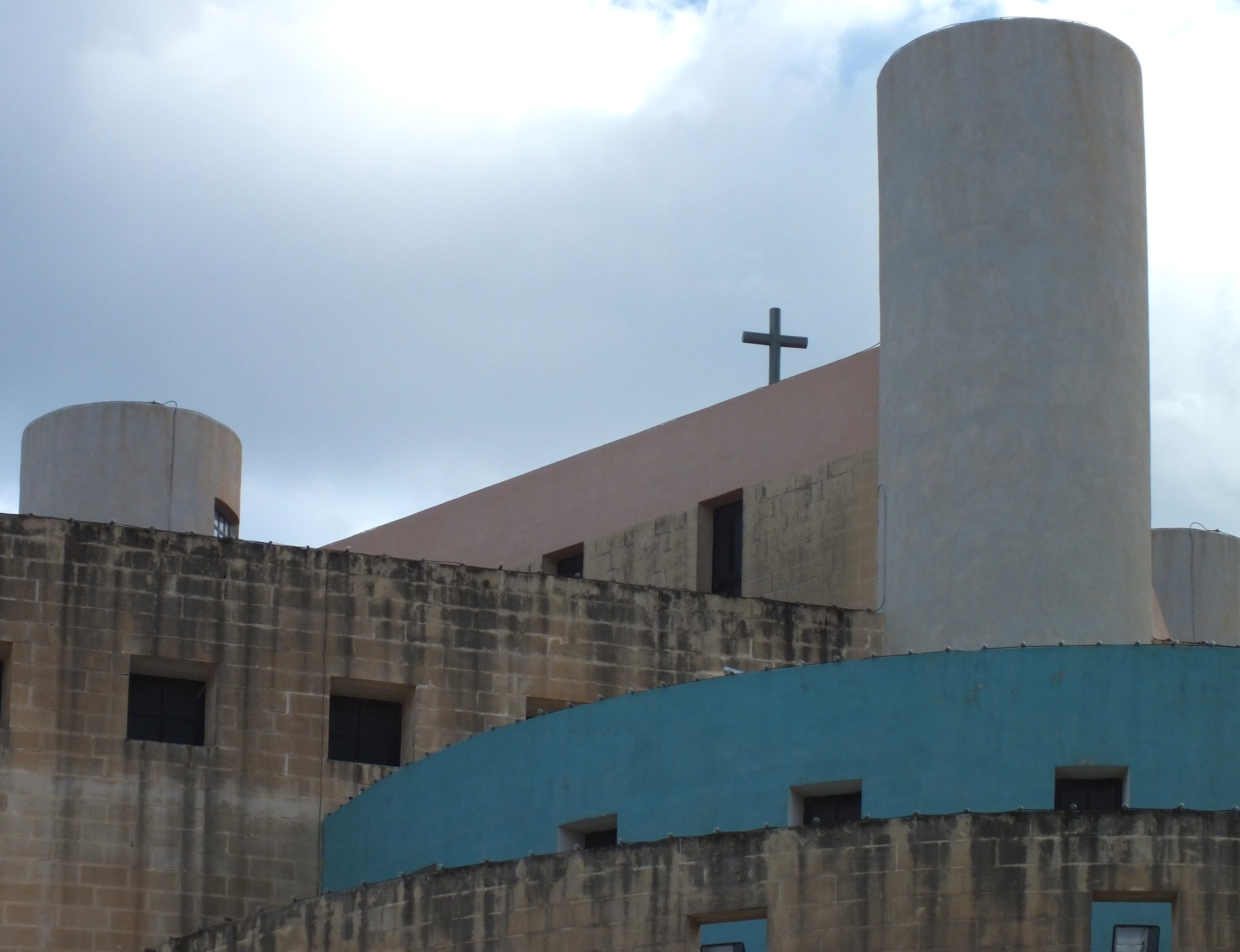
Katholische Franziskus-Kirche auf Malta (Richard England)
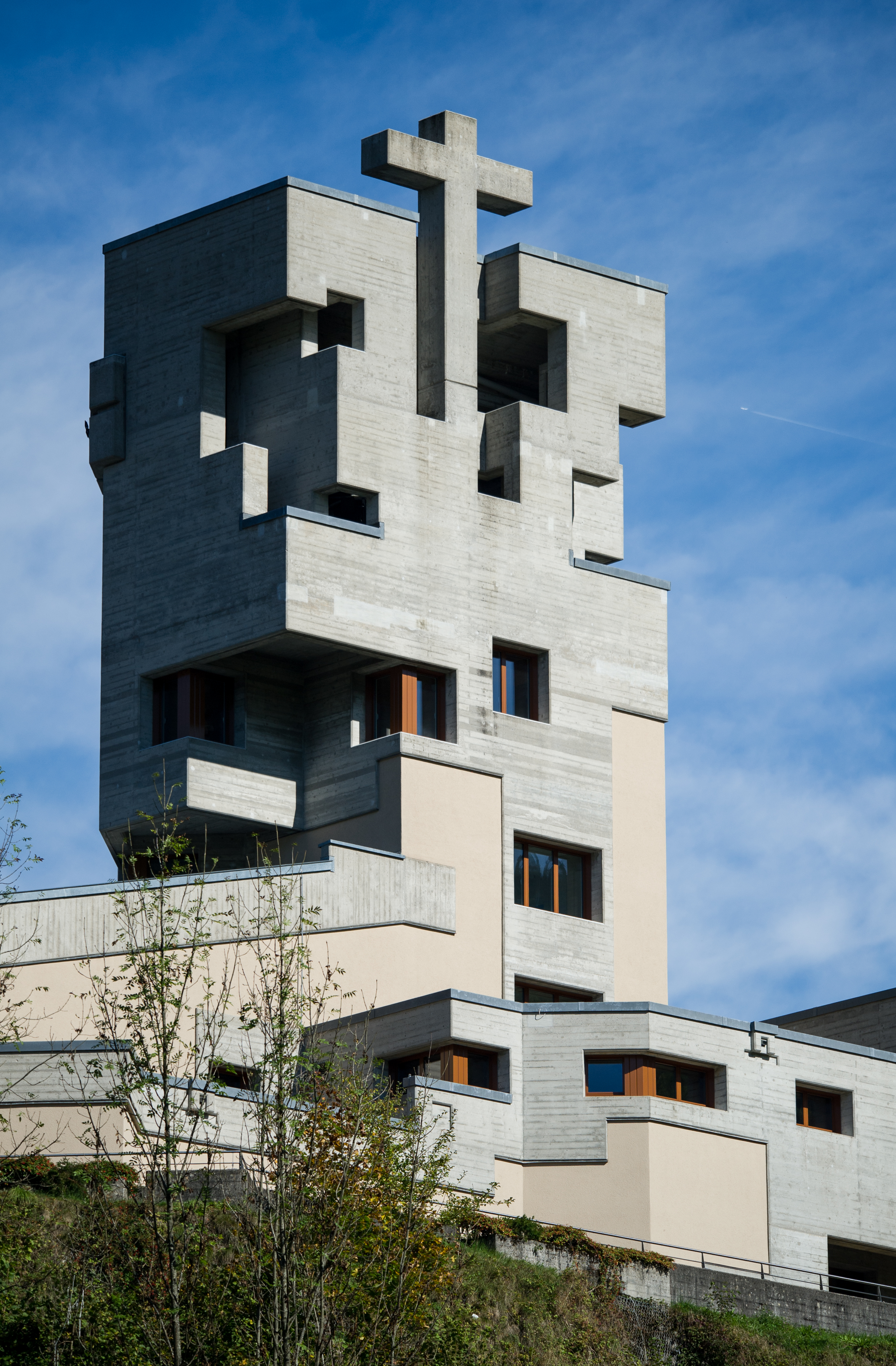
Kirche St. Gallus in Lichtensteig (W.M. Förderer, 1968–70)
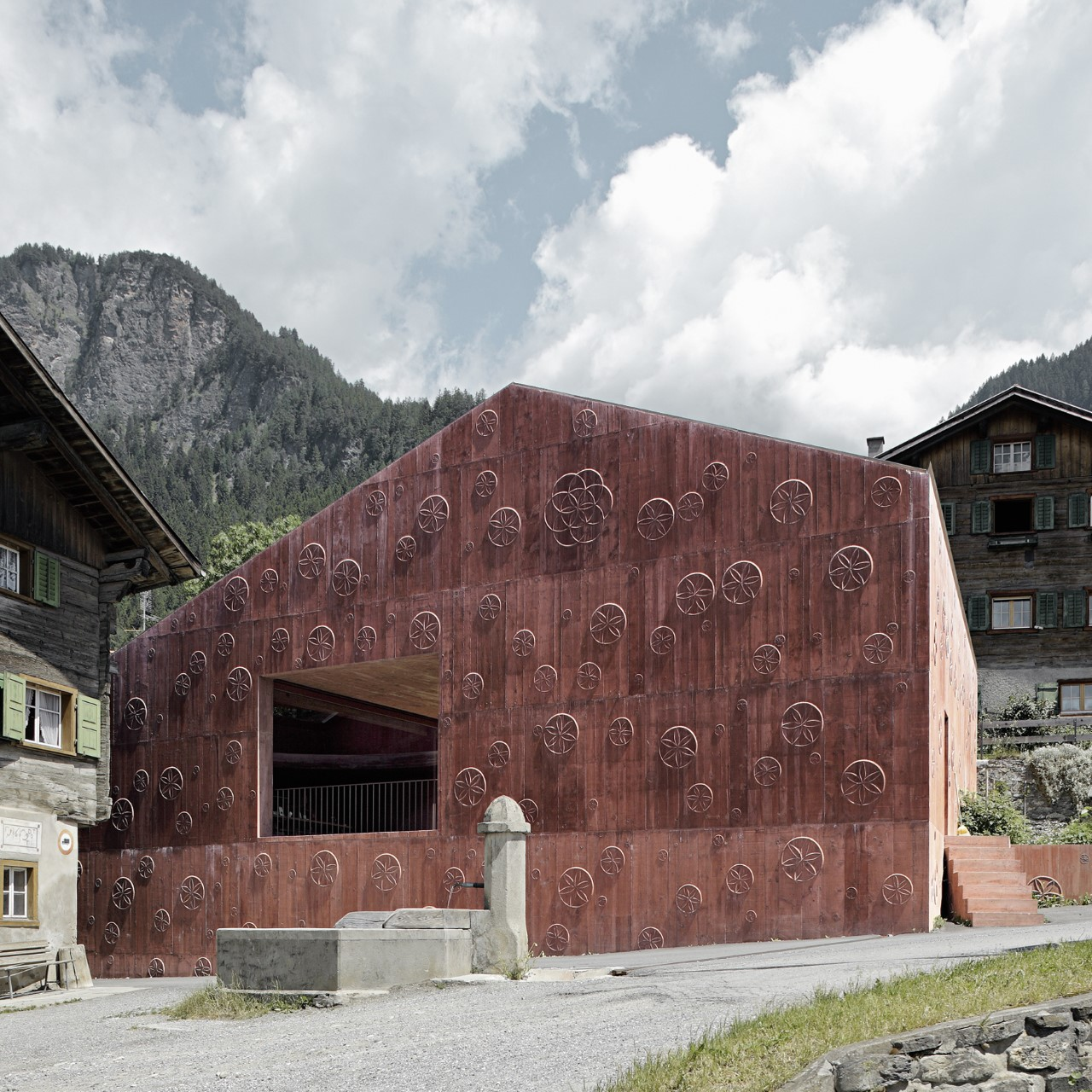
Atelier Bardill, Scharans (Valerio Olgiati, 2002–07)
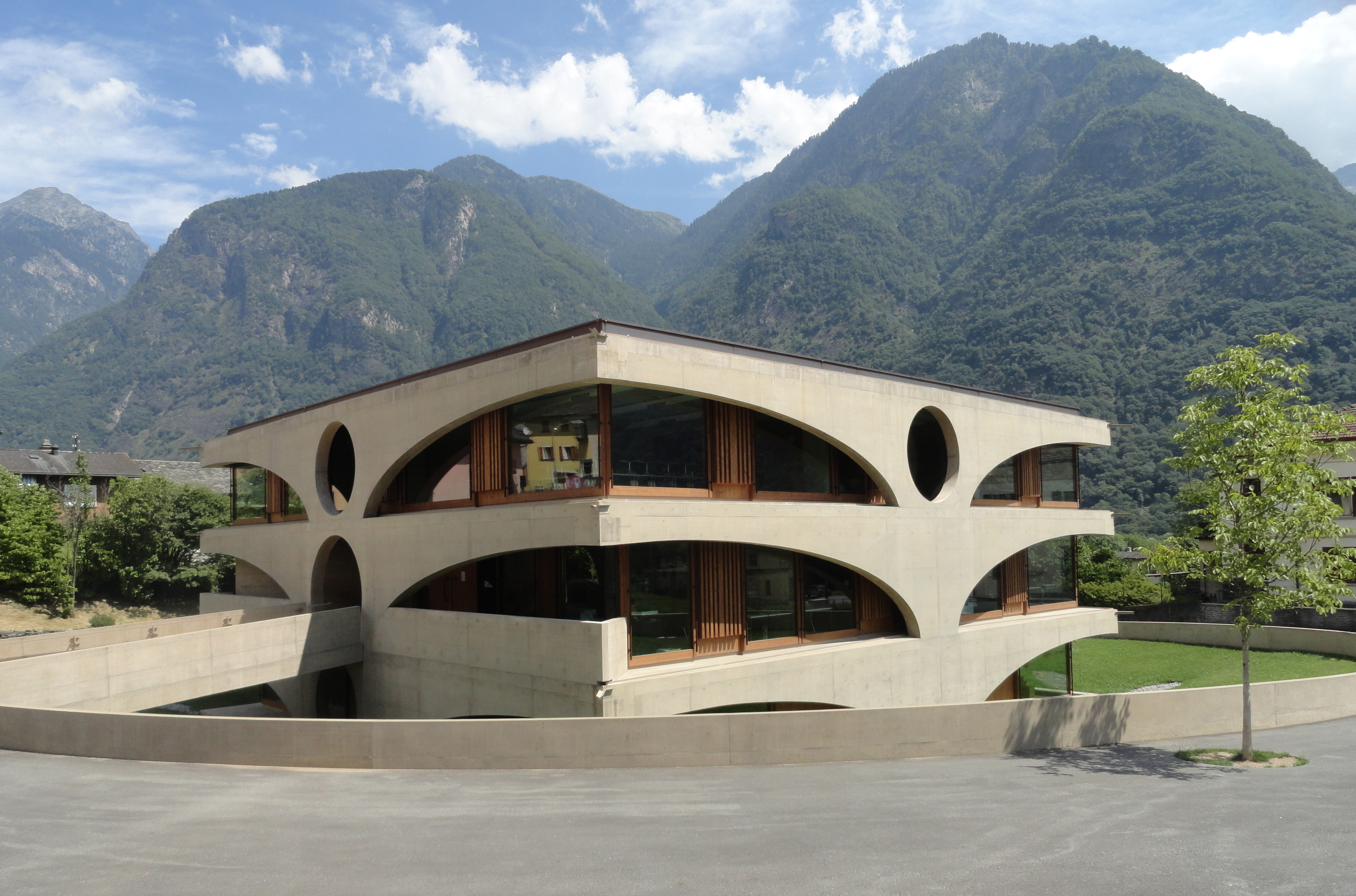
Schulhaus Grono (Raphael Zuber, 2007–11)
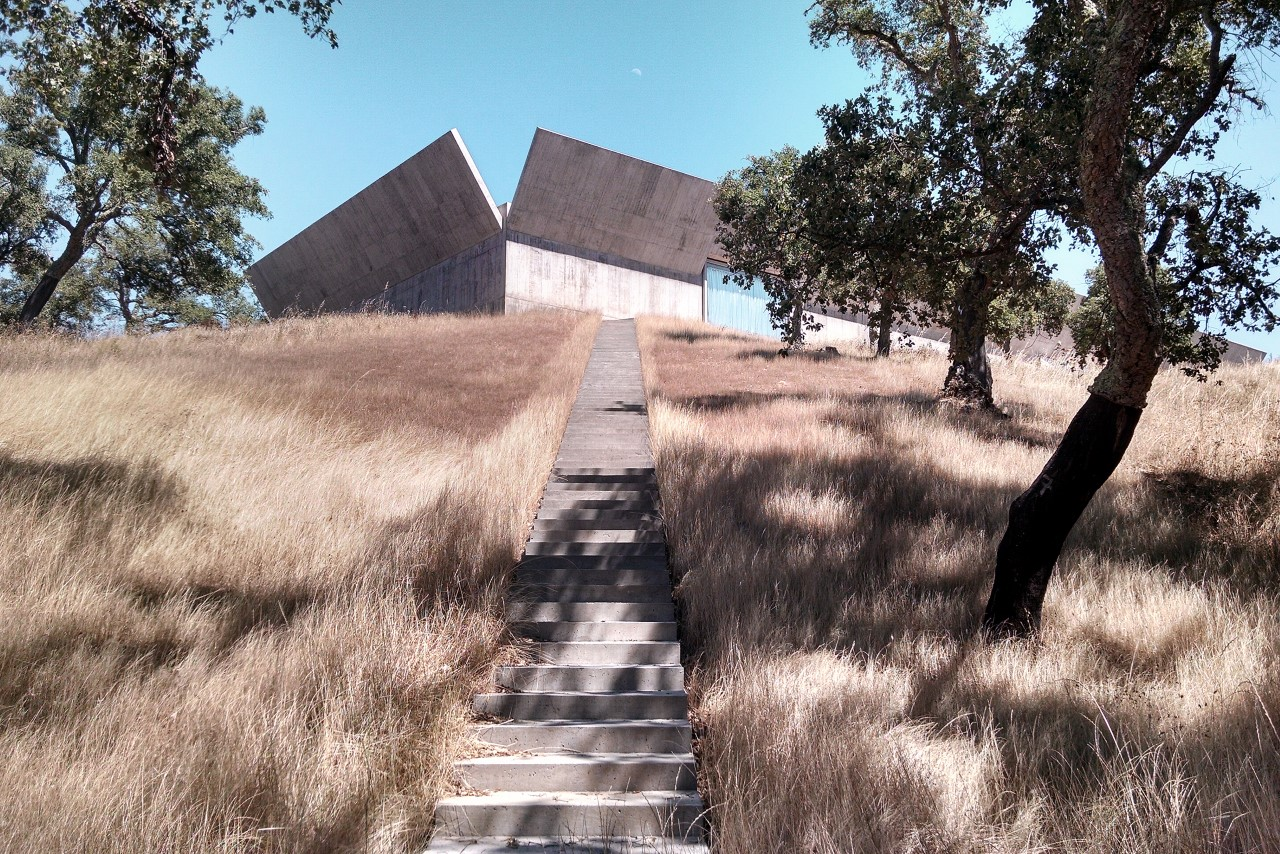
Villa Além, São Francisco da Serra (Valerio Olgiati, 2014)

Siehe auch: Liste brutalistischer Bauwerke in Österreich

## Ausstellungen
- 2017/2018: SOS Brutalismus – Rettet die Betonmonster, Deutsches Architekturmuseum in Zusammenarbeit mit der Wüstenrot Stiftung, Frankfurt am Main.[17][18][19][13]
- 2018/2019: Brutal modern. Bauen und Leben in den 60ern und 70ern, im Braunschweigischen Landesmuseum.[20][21]
- 2019: SOS Brutalismus – Rettet die Betonmonster, Deutsches Architekturmuseum in Zusammenarbeit mit der Wüstenrot Stiftung, mit freundlicher Unterstützung der Ruhr-Universität Bochum sowie der RUB-Stiftung, Bochum.[22]
- 2022: Raumschiff Enterprise – 50 Jahre Tschechische Botschaft in Berlin, im Tschechischen Zentrum, Berlin.[23][24]